# Schopfloch, Bayern
Schopfloch är en köping (Markt) i Landkreis Ansbach i Regierungsbezirk Mittelfranken i förbundslandet Bayern i Tyskland.